# Патисия
Пати́сия (греч. Πατήσια) — район в центральной части Афин, Греция. Часто делится на два района — Ано-Патисия (Верхняя Патисия) и Като-Патисия (Нижняя Патисия). Главная улица района — улица Патисион.
28 марта 2010 года в результате взрыва в районе Патисия погиб 15-летний подросток, его мать и младшая сестра получили серьезные ранения. Семья происходила из Афганистана и подозревается официальной властью в совершении теракта.
Одноимённый населённый пункт был создан в 1845 году (ΦΕΚ 32Α) и упразднён в 1912 году (ΦΕΚ 262Α).